# 富岡村 (岐阜県山県郡)
富岡村（とみおかむら）は、かつて岐阜県山県郡にあった村である。
昭和の大合併で山県郡高富町の一部となり、現在は山県市の南部に該当する。
山に囲まれ、平地は低い窪地であり、鳥羽川の洪水に悩まされていた。『高富町史』によると、村名は、この地域が低い窪地であったので、湿を忌んで富岡と名づけたという。

## 歴史
- 江戸時代末期、こ地域は美濃国山県郡であり、天領であった。
- 1897年（明治30年）4月1日 - 西深瀬村、東深瀬村、高木村が合併し発足。
- 1955年（昭和30年）4月1日 - 高富町、梅原村、桜尾村、大桑村と合併し、改めて高富町が発足。同日富岡村廃止。

## 教育
- 富岡村立富岡小学校（現・山県市立富岡小学校）
- 高富町富岡村梅原村組合立高富中学校

## その他
1891年（明治24年）10月28日に発生した濃尾地震では、地震断層（根尾谷断層）の隆起により鳥羽川がせき止められ、西深瀬村、東深瀬村などの水田、約220haが水没し、『深瀬の湖』と呼ばれる湖が出現している。この水を排出するために排水路（新川）が作られたが、断層は段差約2mあるため鳥羽川上流部の土地が低くなり、排水が難しい状態であったという。そこで鳥羽川の川底をかさ上げして排水路の上を立体交差させて排水を行っている。